# NGC 578

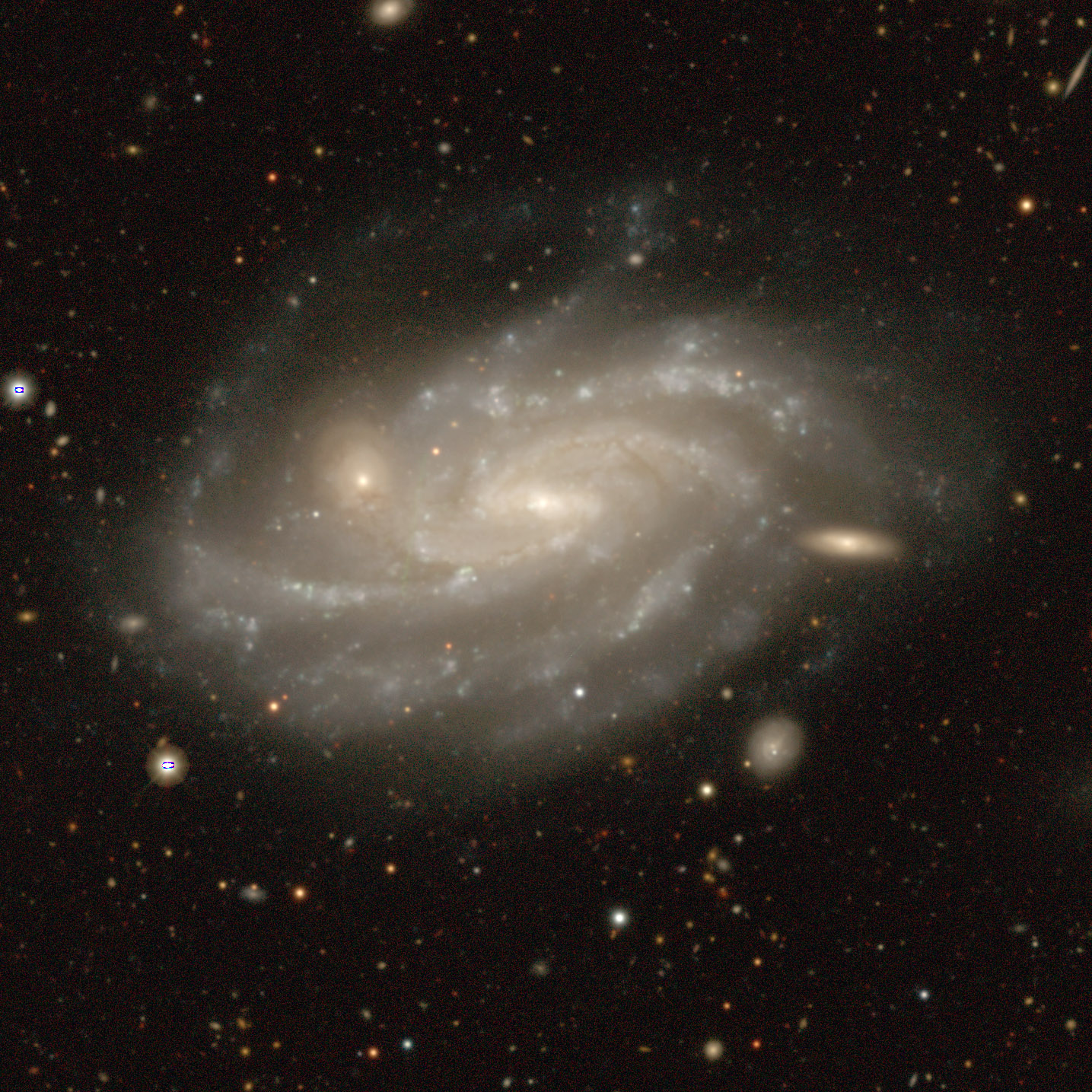
NGC 578 par le projet « Legacy Surveys DR10 ».

NGC 578 est une galaxie spirale intermédiaire située dans la constellation de la Baleine. Sa vitesse par rapport au fond diffus cosmologique est de 1 367 ± 18 km/s, ce qui correspond à une distance de Hubble de 20,2 ± 1,4 Mpc (∼65,9 millions d'al). NGC 578 a été découverte par l'astronome britannique John Herschel en 1835.

## Caractéristiques
Sa vitesse par rapport au fond diffus cosmologique est de 1 367 ± 18 km/s, ce qui correspond à une distance de Hubble de 20,2 ± 1,4 Mpc (∼65,9 millions d'al).
À ce jour, 33 mesures non basées sur le décalage vers le rouge donnent une distance de 18,182 ± 4,812 Mpc (∼59,3 millions d'al), ce qui est à l'intérieur des valeurs de la distance de Hubble.
La classe de luminosité de NGC 575 est III et elle présente une large raie HI.

## Morphologie

NGC 578 par KPNO/NOIRLab/NSF/AURA/Adam Block.

NGC 578 a été utilisée par Gérard de Vaucouleurs comme une galaxie de type morphologique SB(s)cd dans son atlas des galaxies,.
Eskridge, Frogel et Pogge ont publié un article en 2002 décrivant la morphologie de 205 galaxies spirales ou lenticulaires rapprochées. Les observations ont été réalisées dans la bande H de l'infrarouge et dans la bande B (le bleu). Selon Eskridge et ses collègues, NGC 578 est de type  SABcd dans la bande B et de type SBc dans la bande H. NGC 578 présente un très petit bulbe légèrement elliptique avec une barre proéminente orientée E-O. L'inclinaison de la galaxie est élevée. Les bras naissent aux extrémités de la barre à des angles très prononcés, environ 120° et 90°. Les bras sont bien définis sur presque 180°, puis ils se brisent vers le haut. Le bras SE bifurque alors et le bras NO devient très diffus. On aperçoit quelques nœuds à l'intérieur des bras. Les bras extérieurs sont très grumeleux. Un compagnon lumineux se trouve juste à l'est, superposé à un bifurcation du bras SE.